# Protomelanitta bakeri
Protomelanitta bakeri är en utdöd fågel i familjen änder inom ordningen andfåglar. Den beskrevs 2016 utifrån fossila lämningar från miocen funna i Nevada, USA.